# Portret mężczyzny w czarnym kapeluszu
Portret mężczyzny w czarnym kapeluszu – obraz olejny namalowany przez anonimowego holenderskiego malarza w latach 50. lub 60. XVII wieku, znajdujący się w Galerii Obrazów Pałacu Na Wyspie w Łazienkach Królewskich w Warszawie.

## Opis
Portret mężczyzny w czarnym kapeluszu jest jednym z kilku spreparowanych obrazów znajdujących się w galerii ostatniego króla Polski i wielkiego księcia litewskiego Stanisława Augusta, które za pomocą różnych zabiegów, między innymi poprzez zmianę wymiarów, były dopasowywane do konkretnego miejsca we wnętrzach Pałacu Na Wyspie. Niezwykły jest sposób potraktowania tego dzieła by uzyskać pożądany rozmiar: wycięto z istniejącego już obrazu (być może uszkodzonego lub zachowanego częściowo) zbliżony do kwadratu fragment z przedstawieniem głowy mężczyzny z niewielkim fragmentem torsu a resztę kompozycji domalowano na doszytym płótnie – taka praktyka jest niedopuszczalna ze współczesnego punktu widzenia. Prawdopodobnie zrobiono to by uczynić z obrazu pendant dla sąsiadującej z nim na ścianie Galerii Obrazów kompozycji wpisanej do katalogu pod numerem 1992 (obecne miejsce przechowywania nieznane).
Autor obrazu posłużył się repertuarem środków stosowanych przez Rembrandta i malarzy z jego kręgu – na przykład rzadko spotykane w portretach indywidualnych ujęcie na wprost zarówno głowy, jak i torsu, ostre światło z boku, rozjaśniające jedną połowę twarzy ocienionej rondem kapelusza.